# Edward H. Moren
Edward Hawthorne Moren (* 25. Dezember 1825 im Dinwiddie County, Virginia; † 19. März 1886 in Centerville, Alabama) war nach Andrew J. Applegate der zweite Vizegouverneur des US-Bundesstaates Alabama.
Edward Moren wuchs in Virginia auf. Sein Vater Daniel Moren war ebenfalls politisch tätig: Er absolvierte mehrere Amtszeiten im Senat von Virginia. Nachdem Edward Moren sein Medizinstudium in New York City abgeschlossen hatte, bewarb er sich zur Zeit des Mexikanisch-Amerikanischen Krieges bei der US-Armee als assistierender Chirurg. Nachdem der promovierte Mediziner 1848 der Armee den Rücken gekehrt hatte, zog er ins Bibb County in Alabama und übte dort weiterhin das Handwerk des Chirurgen aus. Am 5. Juli 1860 heiratete er in Centerville Mary Frances, deren Vorfahren sich ebenfalls im politischen Bereich hervortaten.
1861 begann seine politische Karriere, als er als Repräsentant von Perry County und Bibb County in den Senat von Alabama gewählt wurde. Während dieser Zeit engagierte er sich im Finanz- und Besteuerungskomitee als Vorsitzender beider Ausschüsse. Nach dem Beginn des Sezessionskrieges meldete sich Moren erneut zur Armee, wiederum als Chirurg. Er leitete später ein Hospital in Greenville.
1870, Moren war mittlerweile bei der University of Alabama beschäftigt, wurde er zum Vizegouverneur des Staates nach erfolgreicher Wahl ernannt. Dies war für ihn der Höhepunkt seiner politischen Laufbahn. Er war der erste Vizegouverneur in Alabama, der der Demokratischen Partei angehörte, und hatte dieses Amt zwei Jahre lang inne.